# Tim Matheson
Timothy Lewis Matthieson (Glendale, 31 de dezembro de 1947), mais conhecido como Tim Matheson, é um ator, diretor, dublador e produtor de cinema norte-americano.

## Início de vida
Matheson nasceu em Glendale, Califórnia, filho de Clifford Matthieson, um piloto de treinamento, e de Sally Matthieson. Matheson serviu como serviço na Reserva do Corpo de Fuzileiros Navais dos Estados Unidos.

## Carreira
Aos 13 anos, Matheson apareceu como Roddy Miller na série de comédia nostálgica de Robert Young, da CBS, Window on Main Street, durante a temporada de televisão de 1961-1962. Na temporada 1962-1963, ele apareceu em dois episódios de Leave It to Beaver, escalado como Mike Harmon, um amigo de Beaver. Em 1964, ele deu a voz ao personagem principal da série animada Jonny Quest. Ele também forneceu as vozes de Sinbad Jr., o Marinheiro, na série animada da Hanna-Barbera dos anos 1960, Sinbad Jr. and his Magic Belt e Jace em Space Ghost. Ele coestrelou como Joe Hardy, ao lado de Richard Gates como Frank Hardy, em um episódio piloto de 1967 do que teria sido uma série de TV chamada The Hardy Boys, baseada na novela de mesmo nome, mas a série não foi escolhida.
Sua estreia no cinema foi no filme Divórcio à Americana, em 1967, em que interpretou Mark Harmon. Um de seus personagens mais conhecidos é Clint Goodman, no telefilme Sepultado Vivo, de 1990.
Matheson apareceu no filme To Be or Not to Be (1983), estrelado por Mel Brooks e Anne Bancroft. Ele e Catherine Hicks interpretaram Rick e Amanda Tucker, que operam uma agência de detetives em Laurel Canyon em Tucker's Witch, da CBS, que foi ao ar durante a temporada 1982-1983. Em seguida, Matheson estrelou os filmes de comédia Up the Creek (1984) e Fletch (1985). Em 1989, ele estrelou a sitcom de curta duração "Just in Time", produzida pela Warner Bros.
Junto com o parceiro de negócios Daniel Grodnik, ele comprou a National Lampoon em 1989, vendendo-a em 1991.
Ele teve um papel recorrente como vice-presidente John Hoynes em The West Wing. Seu trabalho em The West Wing lhe rendeu duas indicações ao prêmio Primetime Emmy.

## Vida pessoal
Matheson foi casado três vezes. Ele foi casado pela primeira vez com a atriz Jennifer Leak de 1968 a 1971, que conheceu no set de Yours, Mine and Ours. Em 1985 casou-se com Megan Murphy, com quem teve três filhos; eles se divorciaram em 2010. Casou-se com Elizabeth Marighetto em março de 2018; os dois moram juntos em Hollywood, Califórnia.

## Filmografia

### Cinema
| Ano  | Título                                         | Papel                                | Notas |
| ---- | ---------------------------------------------- | ------------------------------------ | ----- |
| 1967 | Divorce American Style                         | Mark Harmon                          |       |
| 1967 | The Mystery of the Chinese Junk                | Joe Hardy                            |       |
| 1968 | Yours, Mine and Ours                           | Mike Beardsley                       |       |
| 1969 | How to Commit Marriage                         | David Poe                            |       |
| 1973 | Magnum Force                                   | Phil Sweet                           |       |
| 1978 | Animal House                                   | Eric Stratton                        |       |
| 1978 | Almost Summer                                  | Kevin Hawkins                        |       |
| 1979 | Dreamer                                        | Dreamer                              |       |
| 1979 | The Apple Dumpling Gang Rides Again            | Soldado Jeff Reed / Capitão Phillips |       |
| 1979 | 1941                                           | Capitão Loomis Birkhead              |       |
| 1982 | A Little Sex                                   | Michael Donovan                      |       |
| 1983 | To Be or Not to Be                             | Lieutanent Andre Sobinski            |       |
| 1984 | The House of God                               | Roy Basch                            |       |
| 1984 | Up the Creek                                   | Bob McGraw                           |       |
| 1984 | Impulse                                        | Stuart                               |       |
| 1985 | Fletch                                         | Alan Stanwyck                        |       |
| 1989 | Speed Zone!                                    | Jack O'Neill                         |       |
| 1989 | Body Wars                                      | Captain Braddock                     |       |
| 1990 | Solar Crisis                                   | Steve Kelso                          |       |
| 1991 | Drop Dead Fred                                 | Charles                              |       |
| 1991 | Sometimes They Come Back                       | Jim Norman                           |       |
| 1996 | Black Sheep                                    | Al Donnelly                          |       |
| 1996 | Midnight Heat                                  | Tyler Grey                           |       |
| 1996 | A Very Brady Sequel                            | Roy Martin / Trevor Thomas           |       |
| 1998 | A Very Unlucky Leprechaun                      | Howard Wilson                        |       |
| 1999 | She's All That                                 | Harlan Siler                         |       |
| 1999 | The Story of Us                                | Marty                                |       |
| 2000 | Chump Change                                   | Simon 'Sez' Simone                   |       |
| 2002 | Van Wilder                                     | Vance Wilder Sr.                     |       |
| 2003 | Where Are They Now?: A Delta Alumni Update     | Dr. Eric 'Otter' Stratton, OB / GYN  |       |
| 2005 | Don't Come Knocking                            | Producer 1                           |       |
| 2005 | Magnificent Desolation: Walking on the Moon 3D | Houston Capcom                       | voz   |
| 2007 | Redline                                        | Jerry Brecken                        |       |
| 2009 | Behind Enemy Lines: Colombia                   | Carl Dobbs                           |       |
| 2009 | American Pie Presents: The Book of Love        | Alumnus Guy #4                       |       |

### Televisão
| Ano           | Título                                     | Papel                           |
| ------------- | ------------------------------------------ | ------------------------------- |
| 1961-1962     | Window on Main Street                      | Roddy Miller                    |
| 1962-1963     | Leave It to Beaver                         | Michael 'Mike' Harmon           |
| 1962-1963     | My Three Sons                              | Alan Edgerton                   |
| 1963          | Ripcord                                    | David                           |
| 1964-1965     | Jonny Quest                                | Jonny Quest                     |
| 1965          | Sinbad Jr.                                 | Sinbad Jr.                      |
| 1965          | O.K.Crackerby!                             | Huntington Hawthorne            |
| 1966          | Space Ghost                                | Jace                            |
| 1966          | Thompson's Ghost                           | Eddie Thompson                  |
| 1966          | Summer Fun                                 | Eddie Thompson                  |
| 1967          | Samson & Goliath                           | Samson                          |
| 1967          | NBC Children's Theatre                     | Randy                           |
| 1969          | Adam-12                                    | Leroy                           |
| 1969-1970     | The Virginian                              | Jim Horn                        |
| 1970          | San Francisco International Airport        | SFX                             |
| 1970          | Bracken's World                            | Teek Howell                     |
| 1971          | Matt Lincoln                               |                                 |
| 1971          | Room 222                                   | Jerry Cates                     |
| 1971          | Hitched                                    | Clarence Bridgeman              |
| 1971          | Owen Marshall, Counsellor at Law           | Jim McGuire                     |
| 1971          | Lock, Stock and Barrel                     | Clarence Bridgeman              |
| 1971          | The D.A.                                   | Howard Goodman                  |
| 1971          | The Bold Ones: The Lawyers                 | Miles Parker                    |
| 1971          | Night Gallery                              | Henley                          |
| 1972          | Here's Lucy                                | Peter Sullivan                  |
| 1972          | Ironside                                   | Darryl Podell                   |
| 1972          | The Smith Family                           | Mark                            |
| 1972-1973     | Bonanza                                    | Griff King                      |
| 1972-1978     | Insight                                    | Chris                           |
| 1973          | Wide World Mystery                         | Tommy                           |
| 1973          | Medical Center                             | Sam Miller                      |
| 1973          | Kung Fu                                    | Lieutanent Bill Wyland          |
| 1974          | The Magician                               | Jerry Purcell                   |
| 1974          | Police Story                               | Allen Rich                      |
| 1974          | Remember When                              | Warren Thompson                 |
| 1975          | The Last Day                               | Emmet Dalton                    |
| 1975          | The Runaway Barge                          | Danny Worth                     |
| 1975          | Three for the Road                         | Tom Aberling                    |
| 1976          | Rhoda                                      | Michael Stearns                 |
| 1976          | Jigsaw John                                | Nick Pappas                     |
| 1976          | Petrocelli                                 | Mike Fisher                     |
| 1976          | The Quest                                  | Quentin Beaudine                |
| 1976          | The War Widow                              | Amy's Husband                   |
| 1976          | Visions                                    | Leonard                         |
| 1977          | The Hemingway Play                         | Wemidge - Young Hemingway       |
| 1977          | Hawaii Five-O                              | Brent Saunders                  |
| 1977          | Mary White                                 | William L. White                |
| 1977          | What Really Happened to the Class of '65?  | Jay Miller                      |
| 1978          | Baa Baa Black Sheep                        | Bud Warren                      |
| 1978          | How the West Was Won                       | Curt Grayson                    |
| 1982          | Bus Stop                                   | Beauregard 'Beau' Decker        |
| 1982-1983     | Tucker's Witch                             | Rick Tucker                     |
| 1983          | Listen to Your Heart                       | Josh Stern                      |
| 1984          | The Best Legs in the 8th Grade             | Mark Fisher                     |
| 1985          | Obsessed with a Married Woman              | Tony Hammond                    |
| 1985          | George Burns Comedy Week                   | "The Girl With Something Extra" |
| 1986          | Blind Justice                              | Jim Anderson                    |
| 1987          | Warm Hearts, Cold Feet                     | Mike Byrd                       |
| 1987          | Bay Coven                                  | Jerry Lebon                     |
| 1987          | Trying Times                               | Mitch                           |
| 1988          | Just in Time                               | Harry Stadlin                   |
| 1989          | Nikki and Alexander                        | Alexander                       |
| 1989          | The Littlest Victims                       | Doctor James Oleske             |
| 1989          | Little White Lies                          | Dr. Harry McRae                 |
| 1990          | Buried Alive                               | Clint Goodman                   |
| 1990          | Joshua's Heart                             | Tom                             |
| 1991          | Stephen King's Sometimes They Come Back    | Jim Norman                      |
| 1991          | The Woman Who Sinned                       | Michael Robeson                 |
| 1991          | Charlie Hoover                             | Charlie Hoover                  |
| 1992          | Quicksand: No Escape                       | Scott Reinhardt                 |
| 1993          | Relentless: Mind of a Killer               | Dr. Peter Hellman               |
| 1993          | Dying to Love You                          | Roger Paulson                   |
| 1993          | Batman: The Animated Series                | D.A. Gil Mason                  |
| 1993          | Fallen Angels                              | Howard Hughes                   |
| 1993          | Shameful Secrets                           | Daniel                          |
| 1993          | A Kiss to Die For                          | William Tauber                  |
| 1993          | Harmful Intent                             | Dr. Rhodes                      |
| 1994          | Target of Suspicion                        | Nick                            |
| 1994          | While Justice Sleeps                       | Winfield 'Win' Cooke            |
| 1995          | Cybill                                     | Teddy                           |
| 1995          | Fast Company                               | Detective Jack Matthews         |
| 1995          | Tails You Live, Heads You're Dead          | Detective McKinley              |
| 1995          | Jonny Quest Versus the Cyber Insects       | 4-Dac                           |
| 1996          | An Unfinished Affair                       | Alex Connor                     |
| 1996          | Twilight Man                               | Jordan P. Cooper                |
| 1996          | Buried Secrets                             | Clay Roff                       |
| 1996          | Christmas in My Hometown                   | Jacob (Jake) Peterson           |
| 1997          | The Legend of Calamity Jane                | Captain John O'Rourke           |
| 1997          | Sleeping with the Devil                    | Dick Strang                     |
| 1997          | Trial & Error                              | Peter Hudson                    |
| 1997          | Buried Alive II                            | Clint Goodman                   |
| 1998          | Dead Man's Gun                             | Reverent Jeremiah Early         |
| 1998          | Rescuers: Stories of Courage: Two Families | Adolf Althoff                   |
| 1998          | Forever Love                               | Alex Brooks                     |
| 1998          | The New Batman Adventures                  | Michael Vreeland                |
| 1998          | Catch Me If You Can                        | Norm                            |
| 1999          | At the Mercy of a Stranger                 | John Davis                      |
| 1999-2006     | The West Wing                              | Vice President John Hoynes      |
| 2000          | Navigating the Heart                       | John Daly                       |
| 2000          | Hell Swarm                                 | Kirk Bluhdorn                   |
| 2000          | Sharing the Secret                         | John Moss                       |
| 2000          | Jackie Bouvier Kennedy Onassis             | John F. Kennedy                 |
| 2001          | Second Honeymoon                           | George                          |
| 2001-2002     | Wolf Lake                                  | Sheriff Matthew Donner          |
| 2002          | Mom's on Strike                            | Alan Harris                     |
| 2002          | The King of Queens                         | Dr. Farber                      |
| 2002          | Breaking News                              | Bill Dunne                      |
| 2003          | Without a Trace                            | Dr. Aaron Morrison              |
| 2003          | Ed                                         | Peter Evashavik                 |
| 2003          | Martha, Inc.: The Story of Martha Stewart  | Andy Stewart                    |
| 2003          | The King and Queen of Moonlight Bay        | Al Dodge                        |
| 2004          | Judas                                      | Pontius Pilate                  |
| 2004          | Justice League Unlimited                   | Maxwell Lord                    |
| 2006          | The Prince                                 | Soloman                         |
| 2006          | Augusta, Gone                              | Ben Dudman                      |
| 2007          | The World According to Barnes              |                                 |
| 2007          | Shark                                      | Judge Andrew Bennett            |
| 2008          | Entourage                                  | Steve Parles                    |
| 2008          | To Love and Die                            | James White                     |
| 2008-presente | Burn Notice                                | Larry Sizemore                  |
| 2009          | Batman: The Brave and the Bold             | Jarvis Kord                     |
| 2009          | Body Politic                               | Senator Webster                 |
| 2010          | White Collar                               | Edward Walker                   |
| 2011-2015     | Hart of Dixie                              | Dr. Breeland                    |
| 2019-presente | Virgin River                               | Dr. Mulling                     |